# Isola Carolina
Carolina (in inglese, Caroline) anche chiamata isola del Millennio (dal 2000) è un piccolo atollo disabitato dell'Oceano Pacifico appartenente alla Repubblica di Kiribati. 
Fa parte dell'arcipelago delle Sporadi equatoriali, anche se si trova distante dal resto dell'arcipelago. È anche chiamata Millennium Island, visto che è il tratto di terra emersa più a Est rispetto alla linea del cambio di data, ed è stata quindi il primo luogo ad assistere all'alba del nuovo millennio.